# Bergen, Traunstein
Bergen  là một đô thị ở huyện Traunstein bang Bayern, Đức.